# Los martes, orquídeas
Los martes, orquídeas es una película argentina de comedia romántica dirigida por Francisco Mugica y escrita por Francisco Oyarzábal, con un argumento de Sixto Pondal Ríos y Carlos Olivari. El elenco está conformado por Enrique Serrano, Juan Carlos Thorry, Felisa Mary, Nury Montsé, Silvana Roth, Zully Moreno, Ana Arneodo, José Herrero, Juan Mangiante y Mirtha Legrand, que tras haber actuado como extra en un par de filmes (Hay que educar a Niní y Novios para las muchachas), tiene aquí su consagración estelar. La escenografía fue de Ricardo Conord. Fue estrenada el 4 de junio de 1941 en el cine Broadway de Buenos  Aires. 
La película es considerada un clásico de la Época de Oro del cine argentino y tuvo dos remakes: el musical hollywoodense Bailando nace el amor (original: You Were Never Lovelier, 1942), protagonizada por Fred Astaire y Rita Hayworth, y el drama romántico mexicano Una joven de 16 años (1963).
En una encuesta de las 100 mejores películas del cine argentino llevada a cabo por el Museo del Cine Pablo Ducrós Hicken en el año 2000, la película alcanzó el puesto 27.

## Sinopsis

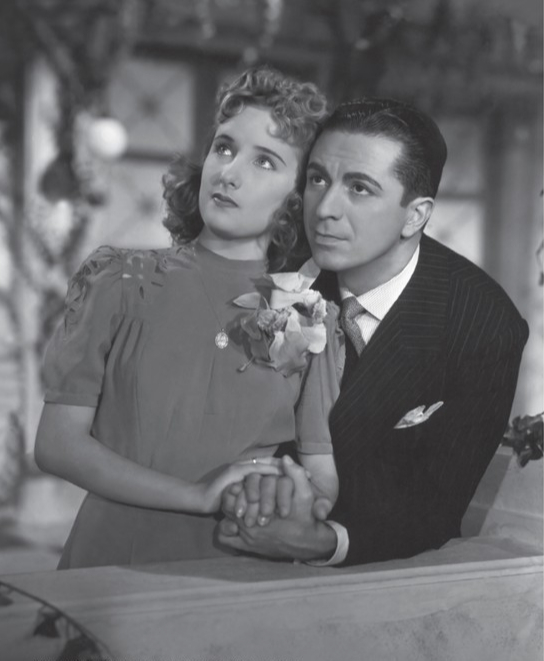
Mirtha Legrand y Juan Carlos Thorry en una imagen publicitaria de la cinta.

La trama se basa en Elenita (Legrand), la menor de cuatro hermanas, jovencita tímida, romántica y adocenada. Para intentar cambiar su carácter y crearle una ilusión, su padre le envía cada semana un ramo de orquídeas haciéndole creer que son de un oculto admirador.
Con esta producción, se inaugura en el cine argentino el período de las comedias blancas o ingenuas que contó en sus huestes a las mellizas Legrand, María Duval y otras.

## Producción
Para el rol de Elenita, se había pensado en Delia Garcés, quien no lo pudo cubrir ya que tenía una obligación contractual con E.F.A (Establecimientos Filmadores Argentinos) y rodaba a las órdenes de su marido, Alberto de Zavalía. 
El éxito de "Los martes, orquídeas" fue arrollador, cosechó excelentes críticas y fue elegida Mejor Película del año por la recién creada Academia de Artes y Ciencias Cinematográficas de la Argentina, que también le otorgó una Mención Especial a Mirtha Legrand.
El libro fue adquirido por Columbia Pictures que realizó en Hollywood Bailando nace el amor (You Were Never Lovelier) con Fred Astaire y Rita Hayworth, en 1942. También existe una versión mexicana en los años '60 Una chica de 16 años.

## Reparto
Participaron en el filme los siguientes intérpretes:

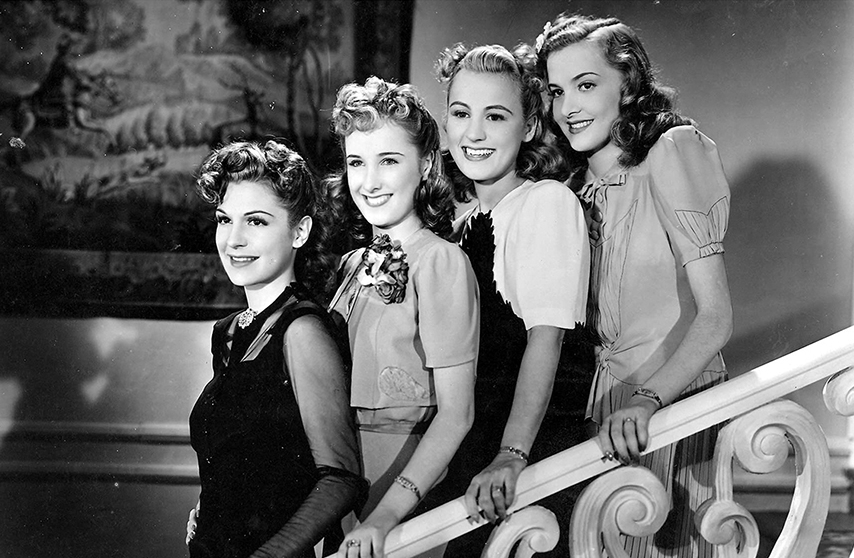
Zully Moreno, Mirtha Legrand, Nury Montsé y Silvana Roth en una imagen publicitaria de la cinta.

- Enrique Serrano	... 	Saturnino Acuña
- Felisa Mary	... 	Delfina Céspedes de Acuña
- Nury Montse	... 	Malena Acuña
- Zully Moreno	... 	Julia Acuña
- Silvana Roth	... 	Clara Acuña
- Mirtha Legrand	... 	Elena Acuña
- Juan Carlos Thorry	Cipriano Rosetto (Efraín)